# Brian Edgley
Brian Kenneth Edgley (Shrewsbury, 26 agosto 1937 – Australia, 18 febbraio 2019) è stato un allenatore di calcio e calciatore inglese, di ruolo attaccante.

## Caratteristiche tecniche
Era un'ala.

## Carriera

### Giocatore
Esordisce tra i professionisti all'età di 18 anni nella stagione 1955-1956 con lo Shrewsbury Town, club della sua città natale militante nella terza divisione inglese, con cui rimane per cinque stagioni consecutive, tutte in questa categoria tranne la stagione 1958-1959 (giocata nella neonata Fourth Division e terminata con un immediato ritorno nella categoria superiore), per complessive 113 presenze e 12 reti in partite di campionato.
Nell'estate del 1960 si trasferisce al Cardiff City, club di prima divisione; con i Ninians gioca in totale 10 partite di campionato, segnando un'unica rete, il 26 novembre 1960 nel successo casalingo per 3-0 contro il Manchester Utd; nell'estate del 1961 scende nuovamente in terza divisione, al Brentford: qui vive una stagione discreta a livello individuale (8 reti in 27 partite) ma molto negativa a livello di squadra, visto che le Bees retrocedono in quarta divisione. Nel novembre del 1962, dopo aver perso il posto in favore di John Dick ed aver giocato ulteriori 4 partite (con anche un gol segnato) in questa categoria, Edgley si trasferisce al Barnsley, nuovamente in terza divisione, dove però gioca solamente 4 partite (le sue ultime in carriera nei campionati della Football League).
Nell'estate del 1963 passa infatti ai semiprofessionisti gallesi del Merthyr Tydfil, con cui gioca per un biennio in Southern Football League (all'epoca una delle principali leghe calcistiche inglesi al di fuori della Football League); trascorre poi una stagione al Caernarfon Town, sempre nella medesima categoria. Nel biennio successivo milita con vari club (Addington, Arcadia United e Cape Town City) nella prima divisione sudafricana, per poi nel 1968 tornare in patria all'Hereford Utd, con resta in squadra per il tempo di un'unica partita ufficiale, ovvero la semifinale di Coppa del Galles vinta per 1-0 contro il Newport County il 23 marzo 1968. Dopo un'ulteriore breve militanza con i semiprofessionisti del GKN Sankey, nel 1970 si trasferisce in Australia, dove gioca fino al 1975, spesso con il doppio ruolo di giocatore ed allenatore.

### Allenatore
La sua prima esperienza da allenatore era avvenuta al Caernarfon Town, nella stagione 1965-1966; in seguito tra il 1970 ed il 1975 è, come detto, contemporaneamente giocatore ed allenatore dei vari club australiani in cui milita. Continua ad allenare in vari club australiani fino al 1980, anno del suo definitivo ritiro.

## Palmarès

### Giocatore

#### Competizioni nazionali
- Victorian State League 1: 1

Moorolbank United: 1973

### Allenatore

#### Competizioni nazionali
- Victorian Premier League: 1

Preston Makedonia: 1980